# Соколов, Александр Александрович (экономист)
Алекса́ндр Алекса́ндрович Соколо́в (1885—1937) — один из виднейших русских теоретиков в области финансов и права начала XX века. Автор большого числа работ по различным финансовым проблемам, в том числе проблемам денежного обращения и налогообложения. Педагогическая и научная жизнь длительный период была связана с Московским коммерческим институтом. Наибольшую известность в научных кругах получил его труд о налогах — «Теория налогов».

## Биография
Родился в 1885 году.
В 1913 году была издана его монография «Германское имперское законодательство», где были проведены исследования соотношения прямого и косвенного налогообложения в Германии, причины увеличения властями Германии налогового бремени. С критической точки зрения Соколовым были рассмотрены законы: о единовременном чрезвычайном сборе на оборону государства, об изменениях в финансовом устройстве Германии, о налоге на имущие классы, об изменениях закона о штемпельном налоге, о праве государства на наследование.
В 1915 году появилась статья «Сахар», в которой были рассмотрены причины, вызвавшие рост цен на сахар, а также описн режим, при котором находилась сахарная промышленность — сахарная нормировка.
С совместной статьи «Налоги, введённые во время войны и дороговизна» началось тесное сотрудничество с П. П. Гензелем. В 1916 году они опубликовали сборник научных статей «Финансовая реформа в России». В этом же году появилось сочинение Соколова «Центральное бюро по городским делам», где впервые были затронуты многие актуальные вопросы городских финансов.
В 1917 году на VII съезде Всероссийского союза городов, проходившем 14-16 октября, Соколовым прочитан доклад «Проект нового положения о городских доходах, расходах, сметах и отчётах», в котором он проанализировал проект реформы городских финансов, подготовленный комиссиями министерств финансов и внутренних дел и по которому городам предоставлялась возможность устанавливать около 30 различных сборов. И в 1918 году вышла совместная с П. П. Гензелем и Н. Н. Авиновым работа «О мерах по улучшению городских финансов».
В октябре 1920 года в Екатеринодаре вышла в свет его очередная работа «Обесценение денег, дороговизна и перспективы денежного обращения в России», где были исследованы финансовые последствия войны, большое внимание было уделено вопросам соотношения золотых и бумажных денег.
С 1922 года Соколов, будучи удостоенным профессорского звания, активно участвовал в деле создания и совершенствования финансовой системы РСФСР. Были напечатаны его статьи «Налоги как орудие новой экономической политики», «Денежные налоги и государственный бюджет», «Валютный вопрос как международная проблема и восстановление денежного обращения в России», «Социалистическое хозяйство, цена и деньги».
Соколов участвовал в совещании по вопросам денежного обращения в Народном комиссариате финансов, где выступил против введения параллельной валюты.
В 1923 году в журнале «Вестник финансов» была напечатана статья «Шаг вперёд или назад? (О проекте нового Положения о государственном подоходно-поимущественном налоге)», которая подверглась критике из-за чисто теоретического понимания подоходного налогообложения. К этому периоду относится и другая его работа — «Проблемы денежного обращения и валютной политики».
В 1924 году в статье «Единая или параллельная валюта?» Соколов ещё раз обозначил своё отрицательное отношение к параллельной валюте. В работе «Перспективы и политика цен в 1924—1925 г.» им были исследованы вопросы ценообразования с учётом отраслевых особенностей.
В статье «Государственный бюджет в условиях новой экономической политики» Соколов проследил эволюцию, проделанную государственным бюджетом за время действия НЭП; отметил переход от натурального хозяйства к денежному. В теоретическом очерке «Скорость обращения денег и товарные цены» Соколовым была рассмотрена проблема скорости обращения денег, которая, по его мнению, распадается на три главных вопроса: понятие скорости обращения, методы её измерения и ценообразующее значение; было отмечено, что «быстрота обращения денег тесно связана с быстротой товарного оборота».
В работе «Несколько вопросов, связанных с нашей денежной реформой» Соколов попытался ответить на вопросы: была ли денежная реформа 1924 г. необходима, имелся ли в первые месяцы реформы денежный и разменный голод, возможна ли абсолютная стабилизация рубля в условиях советской экономики и др. В 1924—1925 гг. появились такие труды, как: «Основные проблемы теории денег», "Замечания по докладу Л. Н. Юровского «Об условиях проведения денежной реформы», «К реорганизации единого сельскохозяйственного налога», «Ближайшие задачи нашей валютной политики», «Скорость обращения денег, уровень цен и наши эмиссионные возможности» и др. А. А. Соколов продолжал принимать участие в работе ИЭИ НКФ и обсуждении вопросов об акцизе текстильных изделий, льготирования кооперации, эмиссии денег, восстановления капитала в промышленности, кредитования частного сектора и т. д.
В 1926—1927 годах были напечатаны статьи «Проблемы организации долгосрочного кредита в СССР», «Денежная политика и конъюнктура», а также объёмная статья «К теории переложения налогов». Под переложением налогов А. А. Соколов понимал такое вызванное налогом изменение цен товаров и услуг или такое обусловленное налогом же предупреждение изменения этих цен, при котором плательщик получает возможность перенести всё бремя налога или ту или иную его часть на других лиц, то есть либо на покупателей, либо на поставщиков. Если налог перелагается, то это значит, что он выступает в роли особого ценообразующего фактора.
В 1926 году он написал рецензию на книгу П. П. Гензеля «Прямые налоги. Очерк теории и практики». В феврале он выступил с докладом на заседании финансового совета ВСНХ, в котором отметил, что товарный голод в стране возник на почве инфляционного спроса.
В 1928 году, совместно с Ф. Зотовым, была написана статья «О налоге на сверхприбыль». Этим же годом датируется наиболее известная его работа «Теория налогов», являющаяся систематическим курсом и отражающая базовые вопросы теории налогов. Данная работа включает 17 лекций, сведённых в шесть разделов: «Классификация налогов», «Принципы обложения», «Теория прогрессии», «Налоги как орудие экономической политики», «Проблема переложения налогов». В оригинале книги после каждой лекции давались вопросы и упражнения к ней, указания учащимся и литература. В 2003 году эта книга была переиздана московским издательством «ЮрИнфоР-Пресс».
Последнее встретившееся упоминание о А. А. Соколове приходится на 1929 год, в № 6 журнала «Вестник финансов». О дальнейшей судьбе учёного сведений обнаружить не удалось. Известно только, что зимой 1937 года, он был расстрелян.